# Octobre 1919

## Événements
- Offensive turque en Cilicie.

- 2 octobre, France : la Chambre ratifie le traité de Versailles.

- 5 octobre : le conservateur António José de Almeida est élu président au Portugal (fin en 1923).

- 7 octobre : fondation de la compagnie aérienne néerlandaise KLM (Koninklijke Luchtvaart Maatschappij). Début des vols le 17 mai 1920.

- 8 octobre, France : le général Gouraud est nommé haut-commissaire en Syrie et commandant en chef de l'armée du Levant.

- 9 octobre, Italie : Benito Mussolini organise le premier congrès fasciste à Florence. 17 000 personnes y participent.

- 10 octobre, France : loi créant le crédit national, il émet des obligations pour payer les dommages aux personnes sinistrées par la première guerre mondiale.

- 11 octobre, France : le Sénat ratifie le traité de Versailles.

- 13 octobre : signature à Paris de la première Convention portant réglementation de la navigation aérienne.

- 14 octobre au 30 novembre : un équipage français (Poulet et Benoist) relie Paris et Rangoon, soit 10 554 km en 14 étapes pour 150 heures de vol.

- 20 octobre : élection générale ontarienne. Ernest Charles Drury devient Premier ministre de l'Ontario.

- 23 octobre, France : la Haute Cour refuse la mise en liberté provisoire de Joseph Caillaux

- 26 octobre, France : programme du Bloc national : “l’Allemagne paiera”.

- 30 octobre : succès de l’Armée rouge : les troupes russes blanches refluent dans la région de l’Oural tandis que les bolcheviks gagnent du terrain sur le front oriental.

## Naissances
- 3 octobre : Jean Lefebvre, comédien français († 9 juillet 2004).
- 6 octobre  : Siad Barre, futur président de la Somalie († 5 janvier 1995).
- 8 octobre : 
  - Ki'ichi Miyazawa, premier ministre du Japon de 1991 à 1993 († 28 juin 2007).
  - André Valmy, comédien français († 18 novembre 2015).
- 11 octobre : Art Blakey, batteur de jazz américain († 16 octobre 1990).
- 13 octobre : Hans Hermann Groër, cardinal autrichien, archevêque de Vienne († 24 mars 2003).
- 17 octobre : Zhao Ziyang, homme politique chinois († 17 janvier 2005).
- 18 octobre :
  - Suzanne Bachelard, philosophe française († 3 novembre 2007).
  - Pierre Elliott Trudeau, futur Premier ministre du Canada († 28 septembre 2000).
- 20 octobre : Lia Origoni, actrice et chanteuse italienne († 26 octobre 2022).
- 21 octobre : Armando Francioli, acteur italien († 6 avril 2020).
- 29 octobre : Pierre Doris, comédien et humoriste († 27 octobre 2009).

## Décès
- 14 octobre : Simon Hugh Holmes, premier ministre de la Nouvelle-Écosse (º 30 juillet 1831).
- 27 octobre : Alfred Roll, peintre français (° 1er mars 1846).